# 廖立
廖立（2世紀—3世紀），字公淵，武陵臨沅人。東漢末及三國時蜀漢官員。

## 生平
赤壁之戰後，劉備自領荊州州牧，並辟廖立為從事，之後廖立未滿三十歲時，劉備就擢升他為長沙太守。
建安二十年（215年），呂蒙襲取荊州，廖立棄城逃走，奔向益州跟隨劉備，劉備因為賞識他，並沒有責怪廖立棄城奔蜀，反而任命他為巴郡太守。次年，设立固陵郡，以廖立为太守。建安二十四年（219年），劉備稱漢中王，任命廖立為侍中。後主劉禪繼位後遷任長水校尉。
廖立一直認為自己的才能和名氣都應該是諸葛亮第二，但實際上他的地位卻在李嚴等人之下，為此他經常耿耿於懷，向诸葛亮抱怨官位太低，且曾在劉備去世後在其棺材旁斬殺犯人。
有一次他向丞相掾李邵和蔣琬抱怨先帝劉備用兵失當，每每勞動兵眾而無收穫；又指關羽只有勇名而無軍紀，致使荊州被奪；且稱當朝大臣向朗、文恭、郭攸之都是平凡的人，根本不能擔任重任；並批評王連聚歛錢財，令百姓受害。李邵及蔣琬聽後將廖立的話告訴諸葛亮，諸葛亮於是上表廖立「誹謗先帝，疪毀群臣」，廢他為庶民，流放汶山郡，與妻子和子女在汶山耕種，自給自足。諸葛亮逝世後，廖立垂淚嘆道：「吾終為左衽矣！」表示不能回歸仕途的絕望。247年，姜维前往汶山郡平叛，途中拜访廖立。最終廖立在汶山逝世。

## 評價
- 諸葛亮：「龐統、廖立，楚之良才，當贊興世業者也。」
- 姜維：「立意氣不衰，言論自若。」
- 陈寿：「彭羕、廖立以才拔进……览其举措，迹其规矩，招祸取咎，无不自己也。」

## 延伸阅读
[在维基数据编辑]
 《三國志/卷40》，出自陳壽《三國志》